# Coopersburg (Akkrum)
Coopersburg is een monumentaal pand in Akkrum in de Nederlandse provincie Friesland.

## Geschiedenis
De in Akkrum geboren Folkert Harmens Kuipers emigreerde naar Amerika en liet zich daar als Frank Cooper naturaliseren. Hij was een succesvol zakenman. In 1900 liet hij naar ontwerp van gemeentearchitect F. Hoekstra een tehuis bouwen voor arme ouderen. Het gebouw heeft een middenpartij met twee woningen en een regentenkamer en twee rijen van elk tien woningen aan weerszijden. Na het overlijden van Frank Cooper (1843-1904) werd in 1906 in de tuin een mausoleum gebouwd.

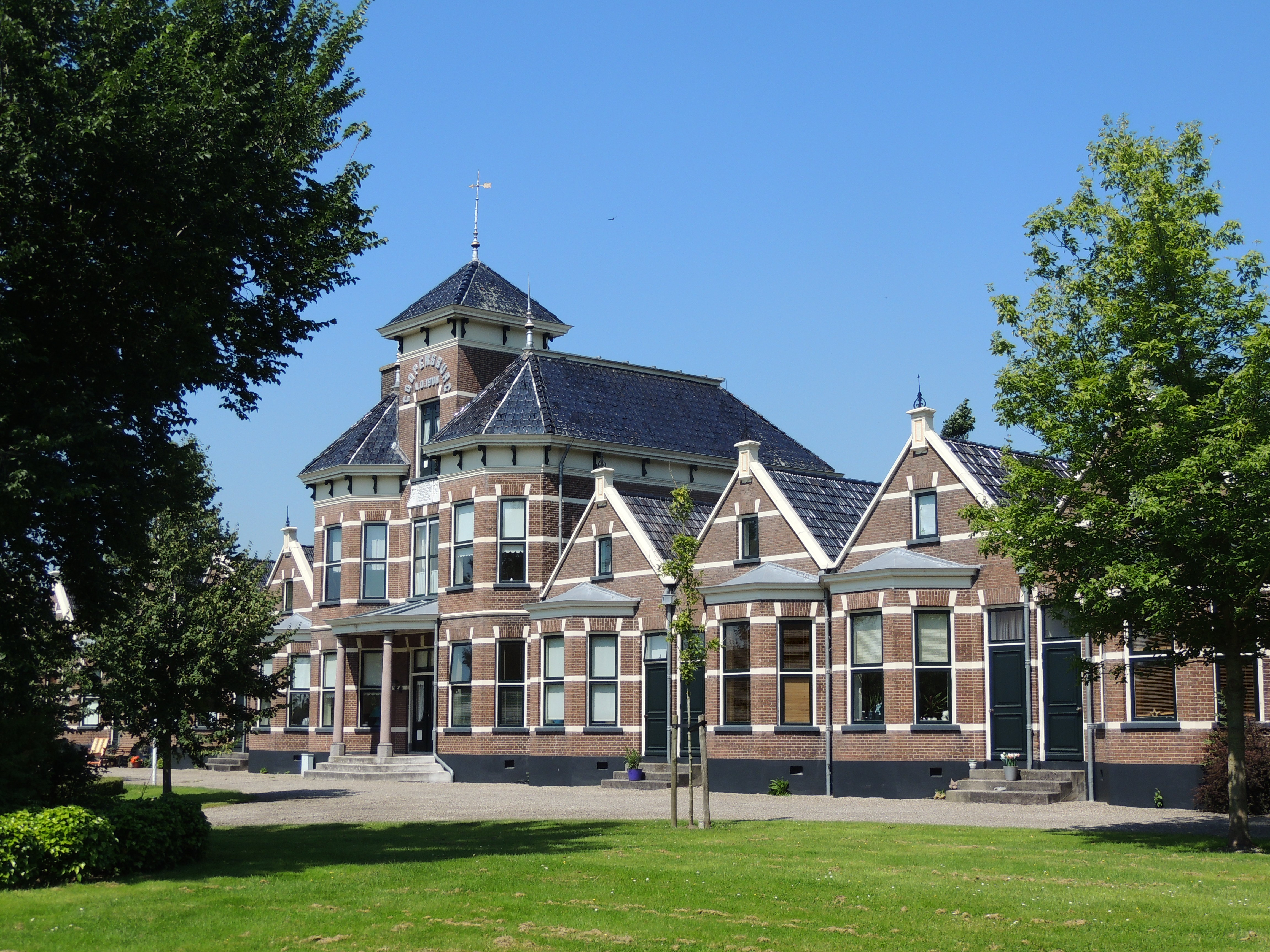
Woningen
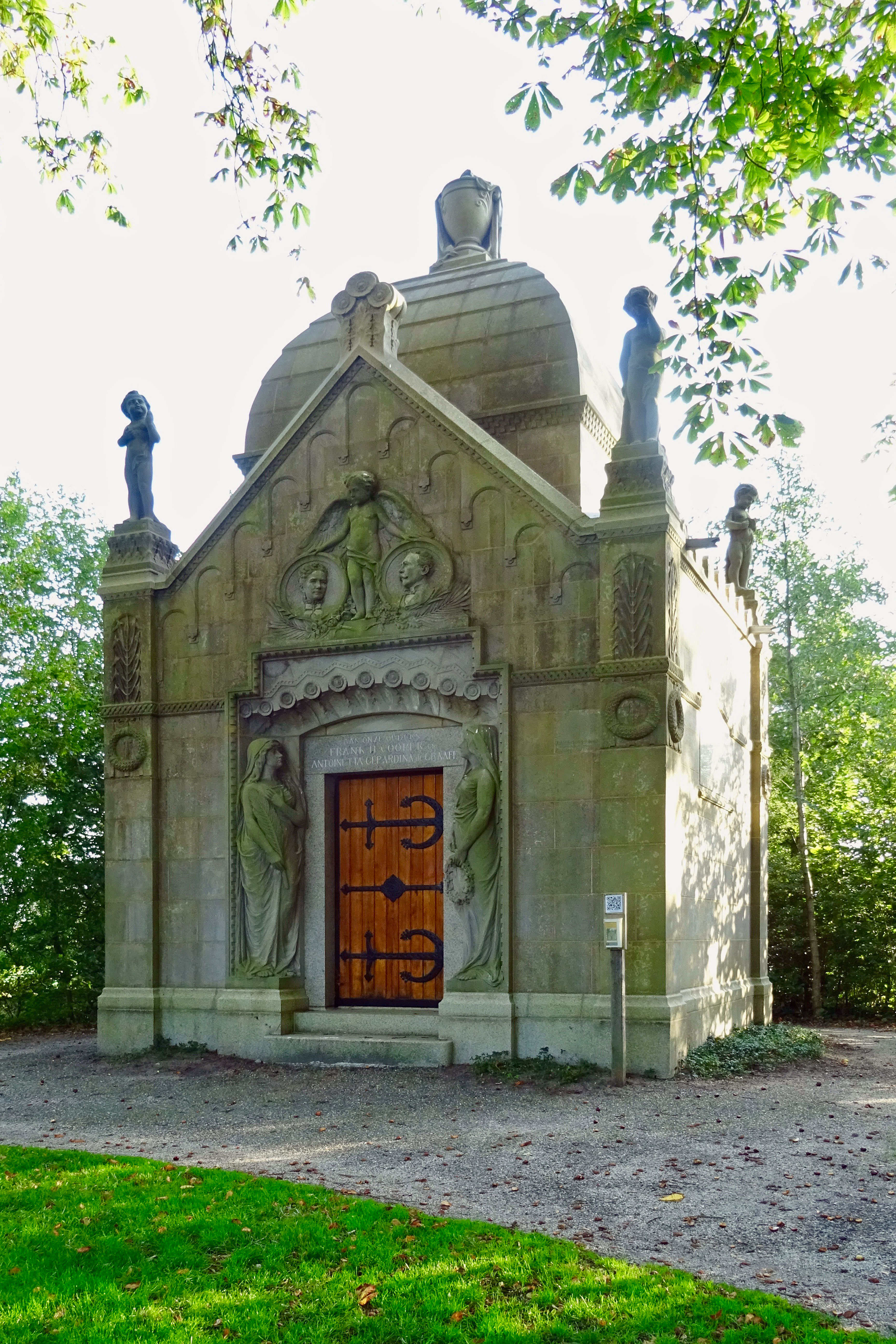
Mausoleum